# Segona batalla de Huachi
La segona batalla de Huachi fou un enfrontament armat que va tenir lloc el 12 de setembre de 1821 entre tropes independentistes guayaquilenyes i colombianes, sota el comandament d'Antonio José de Sucre, i tropes reialistes liderades pel general Melchor Aymerich. La batalla es produí al lloc anomenat Huachi, a la vora d'Ambato (a l'actual província de Tungurahua, Equador).

## Antecedents
La victòria aconseguida a Yaguachi el 19 d'agost de 1821 va significar un avantatge moral i material per a les tropes patriotes, per la quantitat de baixes infringides a les tropes reialistes dels batallons del coronel Francisco González i per la retirada de les tropes de Melchor Aymerich cap Riobamba, moviment que permetia alleugerir l'amenaça sobre la zona costanera i la Província Lliure de Guayaquil.
Sucre volgué aprofitar aquesta situació i, una vegada establert el seu quarter general i l'exèrcit a Babahoyo, plantejà un nou pla d'operacions per assaltar la zona de la serra i capturar Quito ràpidament. L'ofensiva s'havia de dur a terme en tres fronts:
1. En primer lloc ordena al coronel Juan Illingworth avançar fins Guaranda i des d'allà pujar fins a Latacunga, per tallar les comunicacions entre Quito i Riobamba, on estaven les forces d'Aymerich; fet això, Illingworth havia d'avançar fins a Quito i capturar-la (atès que només hi quedava una petita guarnició de 80 homes). Per a aquesta missió, Illingworth disposa d'un destacament de 200 infants del batalló Voluntarios de la Patria i 100 genets de l'esquadró Guías.
2. En segon lloc, ordena al coronel Santiago Luco que avanci cap al sud i pugi fins a Cuenca, per tal d'eliminar la rereguarda enemiga i tallar possibles reforços provinents de Lima. Per a aquesta tasca, Sucre cedeix a Luco 290 homes, pertanyents als batallons Guayaquil i Defensores (la majoria dels quals eren, precisament, originaris de la zona de Cuenca).
3. Finalment, Sucre, amb el gruix de l'exèrcit, pujaria cap a la regió muntanyenca a través de la ruta Balzapamba-San Miguel-Guaranda, per amenaçar les forces d'Aymerich i aturar-les mentre Illingworth avançava cap a Quito.

El 27 d'agost, Illingworth inicia l'avenç cap al nord i el 6 de setembre ocupa Latacunga sense problemes. Luco, per la seva part, també inicia l'avenç cap al sud en direcció a Cuenca, però s'atura a uns 30 km al sud de Guayaquil, encara a la costa, abans d'iniciar l'ascens cap a les muntanyes i només hi envia un petit destacament, que no arribaria a Cuenca fins al 20 de setembre i seria fàcilment refusat per les tropes reialistes.
Sucre es posa en marxa poc després i el 5 de setembre ocupa Guaranda, per on havia passat Illingworth uns dies abans. A punt per continuar cap al carreró interandí, Sucre aviat rep notícies que Illingworth ha arribat a Latacunga i es disposa a avançar cap a Quito i canvia de plans: en lloc de penetrar al carreró interandí i passar per davant de Riobamba camí d'Ambato i Latacunga (cosa que el duria a un enfrontament directe amb Aymerich, tal com havia planejat), decideix passar pel vessant occidental del Chimborazo i arribar directament a Ambato, deixant Riobamba (i Aymerich) a la seva rereguarda, per prosseguir cap a Latacunga. Aymerich és conscient de la maniobra que intenta fer Sucre i marxa al nord a tota velocitat fins a situar-se pocs quilòmetres al sud-oest d'Ambato, en el punt on han d'arribar les forces de Sucre; Aymerich pot avançar Sucre pel fet de desplaçar-se pel mig del carreró interandí, mentre que Sucre marxa dificultosament pel vessant del Chimborazo.

## Batalla
En aquesta situació, el dia 11 les tropes reialistes es disposen sense impediment a la planura polsegosa de Huachi, on esperen l'arribada de Sucre i on poden controlar el pont sobre el riu Ambato. Cap a migdia del dia segúent, 12 de setembre, les tropes patriotes arriben a les proximitats de Huachi, amb poca visibilitat a causa de la pols. Tan bon punt Sucre confirma la presència a Huachi i el control del pont per part dels reialistes, s'atura i divideix les seves forces: la cavalleria pels flancs i avançada respecte a la resta per identificar les posicions enemigues; la infanteria pel centre i avançant en columna.
La cavalleria es troba ben aviat amb cavalleria reialista que li impedeix dur a terme la tasca de reconeixement. Sense la informació sobre les posicions enemigues, Sucre i Mires valoren si és convenient o no entaular combat en aquestes circumstàncies, i Sucre sembla preferir evitar-lo en les circumstàncies poc avantatjoses en què es troben. En qualsevol cas, Sucre ordena avançar una mica més la infanteria, fins a una hisenda propera, i protegir-se de possibles sorpreses de l'enemic, mentre envia un destacament a un bosquet proper per foragitar possibles elements enemics. Tal com explica en el comunicat de batalla, va ordenar a Mires «marchar con los cuerpos cerrados en columna conforme estaban, y pasando la chamba, los apoyase contra la casa y se mantuviese firme en tanto que él se dirigía al bosquecito para descubrir la infantería enemiga». Mires, doncs, envia una companyia del batalló Libertadores núm. 2 a desallotjar un piquet de cavalleria enemiga proper, creient que s'estaven retirant quan, en realitat s'estaven preparant per atacar.
Aquesta acció va precipitar el combat principal. La resta del batalló Libertadores obrí foc i, d'aquesta manera, les altres tropes van començar a dirigir-se cap aquell lloc, en lloc de protegir-se i fer-se forts a la hisenda. Sucre ordena replegar-se a la hisenda, però els batallons Libertadores i Albión ja estaven plenament travats en el combat. El combat es generalitza i s'hi afegeix el batalló Santander. La posició patriota és molt desfavorable, fustigats per la cavalleria reialista i amb molt poca visibilitat a causa de la pols, de manera que provoquen molt poques baixes a l'enemic mentre que els espanyols van delmant a poc a poc les files patriotes.
Cap al vespre, la derrota patriota és ja clara i Sucre es retira amb els supervivents cap a Babahoyo. Pel que fa al nombre de baixes, no hi ha xifres clares i les fonts són contradictòries; alguns informes de l'època assenyalen que van ser 200 morts i 700 presoners patriotes, altres comunicats de guerra indiquen que van ser 17 oficials morts i 700 soldats caiguts, més 50 presoners, entre els quals el general Mires. Les baixes patriotes tampoc són clares, però van ser importants (entre els quals el comandant de cavalleria Eugenio Puyol, mort molt celebrada en les files patriotes).

### Ordre de batalla[4]
Forces patriotes (general Antonio José de Sucre)
- Batalló Albión (major Johnson, 350 homes)
- Batalló Santander (tinent coronel Dionisio de Acuña, 500 homes)
- Batalló Libertadores núm. 2 (tinent coronel Ignacio de Alcázar, 400 homes)
- Esquadró Dragones (tinent coronel Cayetano Cestaris, 150 homes)

Forces reialistes (general Melchor Aymerich)
- Batalló Aragón (500 homes)
- Batalló Fernando VII (500 homes)
- Batalló Tanizagua (500 homes)
- Esquadró Guardias (200 homes)
- Esquadró Granaderos de la Reina (200 homes)
- Esquadró Granaderos de Granada (200 homes)

## Conseqüències
El resultat més immediat de la derrota de Huachi fou frustrar el pla de Sucre per capturar Quito. Illingworth, que ja era a la vora de Quito, ha de retirar-se i tornar cap a Guayaquil (per la ruta de Santo Domingo de los Tsáchilas, ja que la ruta per Ambato havia quedat en mans reialistes). Aymerich, per la seva part, i malgrat la victòria, decideix no perseguir les forces de Sucre i baixar cap a la costa, sinó retirar-se cap a Quito i reforçar-se. Al sud, les tropes de Luco, ja no van intentar cap moviment més cap a Cuenca i van tornar també a Guayaquil.
Quedava clar que per assaltar la zona muntanyosa calien més efectius i una estratègia més pausada, capturant pas a pas les ciutats principals en lloc de fer-ho tot en una única campanya.